# Cetiosaurinae
De Cetiosaurinae zijn een onderfamilie binnen de Cetiosauridae. 
Impliciet werden de Cetiosaurinae samen met de familie in 1888 benoemd door Richard Lydekker, maar Werner Janensch was in 1929 de eerste die echt de naam gebruikte. Binnen de Cetiosaurinae is alleen het geslacht Cetiosaurus met zekerheid te plaatsen en het taxon lijkt dus overbodig maar het is de vraag of de verschillende soorten van het geslacht geen aparte namen toegewezen zouden krijgen als ze beter bekend raken. Een exacte definitie als clade is echter nooit gegeven. De naam is synoniem aan de taxa Cardiodontidae (Marsh 1896), Cetiosauria (Seely 1874) en Ceteosauria (Osborne 1903), ook allemaal namen die bedacht zijn voor de cetiosaurussoorten als geheel.